# Classe Hiyo
Le due portaerei gemelle della classe Hiyo (in lingua originale Hiyogatakokubokan 飛鷹型航空母艦) vennero costruite per la Marina imperiale giapponese durante la seconda guerra mondiale. 

## Origine e progetto
Quella di progettare e realizzare delle navi che, all'occorrenza, potessero essere rapidamente convertite in portaerei fu una delle linee di sviluppo che durante gli anni Trenta seguì la Marina imperiale giapponese. Conscia che, nel caso di una guerra, non avrebbe potuto costruire lo stesso numero di unità che avrebbero potuto gli Stati Uniti prevedibile avversario la Marina imperiale realizzò una serie di classi navali il cui progetto contemplasse una rapida trasformazione in portaerei. Fu così che vennero realizzate navi appoggio sommergibili, navi appoggio idrovolanti con caratteristiche adeguate ad una rapida trasformazione; analoghi criteri vennero seguiti anche per la costruzione di quel naviglio mercantile, in particolare quello passeggeri, che per dimensioni e velocità erano compatibili con la trasformazione in portaerei.
Entrambe le unità della classe, Hiyo e Junyo, furono originariamente progettate come navi passeggeri di lusso, con i nomi rispettivamente di Idzumo Maru e di Kashiwara Maru, per la compagnia di navigazione N.Y.K. seguendo i criteri di trasformazione descritti in precedenza. Impostate nel 1939 nei cantieri Mitsubishi di Nagasaki e Kawasaki di Kobe con lo scoppio della guerra in Europa e la contrazione dei commerci venne meno la ragion d’essere del completamento delle unità come mercantili. Quindi, nell'ottobre 1940, quando  i due scafi erano ancora sullo scalo, rinominati “1001” e “1002”, vennero acquistati dalla IJN  per essere avviati alla trasformazione. Il fatto che si rinunciasse al completamento delle due unità come mercantili ma che si requisisse i due scafi per completarli direttamente come portaerei fece sì che le modifiche apportate fossero più estese di quelle inizialmente previste.
Varate entrambe nel giugno 1941, Junyo e Hiyo, entrarono in servizio fra il maggio e il luglio 1942.

## Caratteristiche

### Apparato motore
Originariamente l’apparato motore doveva essere costituito da sei caldaie cilindriche Mitsubishi in due gruppi di tre caldaie e due turbo riduttori su due assi che avrebbero garantito alle due unità, se completate come liner, una velocità di 24 nodi. Era previsto di sostituire le caldaie Mitsubishi con altrettante del tipo Kanpon a tubi d’acqua ma, a causa di difficoltà di approvvigionamento si riuscì a sostituire solo quattro caldaie. L’apparato motore delle Hiyo risultò quindi su due gruppi ognuno composto da due caldaie Kanpon e da una Mitsubishi per una potenza totale di 56.520 hp valore che garantiva una velocità di 25,5 nodi quindi di 1,5 nodi in più di quella originale. Notevole invece era il valore dell’autonomia, le 4.100 tonnellate di nafta che le Hiyo potevano imbarcare consentivano un’autonomia, alla velocità di 18 nodi, di oltre 10.000 miglia.

### Attrezzature aeronautiche
Il ponte di volo aveva una superficie di circa 5.700 mq il che consentì di impiegare le due unità, pur con diverse limitazioni, come portaerei di squadra. Non erano presenti catapulte. Il numero di aerei imbarcati arrivò ad un massimo di 54 macchine di cui 48 operative.

## Servizio operativo
A maggio del 1942, la Junyo fu la prima delle due navi gemelle ad essere stata completata, solamente il mese successivo partecipò alla Campagna delle isole Aleutine. Tutte e due le navi parteciparono a diverse battaglie durante la Campagna di Guadalcanal nel tardo 1942. Gli aerei a bordo di quest'ultime navi, vennero più volte riutilizzate dalle basi terrestri in numerose battaglie nel Pacifico sud-occidentale.
Sia la Hiyo che la Junyo vennero danneggiate da un siluro nel 1943, trascorsero circa tre successivi mesi in riparazione. Sfruttarono il tempo a disposizione, addestrando e trasportando gli aerei prima di ritornare nel campo di battaglia. La Hiyo venne affondata da un'esplosione causata da un siluro americano durante la battaglia del nare delle Filippine del 1944, mentre la Junyo nonostante subì diverse bombe, continuò a resistere. A causa del numero insufficiente di aeroplani, venne utilizzata come mezzo di trasporto verso la fine del 1944, subì inoltre un duro colpo da un siluro nel dicembre dello stesso anno. Durante il corso della guerra, la nave rimase ferma a causa delle sue innumerevoli danni strutturali. Dopo la resa da parte del Giappone, gli americani ritennero che la nave non valesse tutti quei costi per la riparazione, di fatto venne smantellata nel 1946–1947.